# 藤後左右
藤後 左右（とうご さゆう、1908年1月21日 - 1991年6月11日）は、鹿児島県出身の俳人、医師（医学博士）。本名惣兵衛。

## 生涯
東志布志村（現志布志町）生。1932年、京都大学医学部卒。松尾内科を経て京都市立病院に勤務。1941年医学博士。1943年応召。復員後、末吉町に藤後内科医院開業。翌1946年、志布志町に藤後内科病院設立。
大学入学の1928年より高浜虚子に師事。1930年「ホトトギス」巻頭。1931年、「噴火口近くて霧が霧雨が」により『日本新名勝俳句』の帝国風景院賞（高浜虚子選）を獲得。1933年、平畑静塔らと「京大俳句」創刊。
1951年には第一次「天街」を、1958年には第二次「天街」を創刊し、代表同人を務めた。「天街」には中尾良也、国武十六夜、岩尾美義、野間口千佳らが集い、流派を問わない文学としての俳句に注力した。
当初は印象鮮明な写生句を作ったが、戦後は口語調に転じ、また連作を多く作った。1978年には志布志湾公害を防ぐ会会長となり、公害の実態と裁判の経過を作品化している。
句集に『熊襲ソング』『藤後左右句集』『ナミノコ貝』『新樹ならびなさい』『藤後左右全句集』。